# Enbiya Taha Biçer
Enbiya Taha Biçer, född 25 april 2001, är en turkisk taekwondoutövare. 

## Karriär
I augusti 2021 tog Biçer guld i 87 kg-klassen vid U21-EM i Tallinn. I maj 2022 tog han brons i 87 kg-klassen vid EM i Manchester. I augusti 2022 tog Biçer även brons i 87 kg-klassen vid Islamic Solidarity Games i Konya.
I maj 2024 tog Biçer guld i 87 kg-klassen vid EM i Belgrad efter att ha besegrat norske Richard Ordemann i finalen.